# نابو-پوله

نابو-پوله شهری در شهرستان فارا در استان باله در بورکینافاسوی جنوبی است و جمعیت آن ۷۱۲ نفر است.